# Gabriel
Gabriel (hebrejsky גַבְרִיאֵל gavrí’él „Bůh je mocný“) je mužské jméno hebrejského původu, jehož popularita souvisí se jménem archanděla Gabriela ze starozákonní knihy Daniel a Lukášova evangelia.
Význam jména se vykládá jako „muž boží“, „Bůh je silný“, „Bůh je moje síla“, „hrdina boží“, nebo jako „přemohl mě Bůh“. Podle českého kalendáře má svátek 24. března. Můžeme se s ním setkat i jako s příjmením.
Domácká forma tohoto jména je nejčastěji Gábi, ale také	Gabek, Gába, Riel, Gabrielek.
Dívčí forma tohoto jména je Gabriela.

## Gabriel v jiných jazycích
- řecky Γαβριήλ Gabriél
- arabsky جبريل Džibríl či جبرائيل Džibrail‎
- syrsky ܠܒܪܝܐܝܠ Gabri’el
- Slovensky, polsky, španělsky, francouzsky, anglicky, norsky, švédsky, německy: Gabriel
- Rusky: Gavriil
- Srbocharvátsky: Gabrijel
- Italsky: Gabriello nebo Gabriele
- Španělsky: Gabriel
- Nizozemsky: Gabriël
- Maďarsky: Gábor
- Rumunsky: Gabriel nebo Gavril

## Známí Gabrielové

### Křestní jména
- Archanděl Gabriel
- Gabriele Amorth – kněz Společnosti svatého Pavla
- Gabriel Byrne – irský herec
- Gabriel Blažek – český matematik
- Gabriel Andrew Dirac – anglický matematik
- Gabriel Fahrenheit – německý fyzik
- Gabriel Fauré – francouzský hudební skladatel
- Gabriel Guérin – francouzský stíhací pilot z první světové války
- Gabriel Chevallier – francouzský spisovatel
- Gabriel Laub – česko-polský esejista a aforista židovského původu
- Gabriel Lippmann – francouzský fyzik, nositel Nobelovy ceny za fyziku
- Gabriel Macht – americký herec
- Robert Gabriel Mugabe – zimbabwský politik a prezident
- Gabriel García Márquez – kolumbijský spisovatel a novinář
- Gabriel Possenti – italský student a světec
- Gabriel Zelenay – slovenský sportovní komentátor, moderátor a redaktor

### Příjmení
- Gabriel (příjmení) – více nositelů příjmení

## Jiné významy
- Gabriel (střela)